# Alejandro de los Países Bajos (1818-1848)

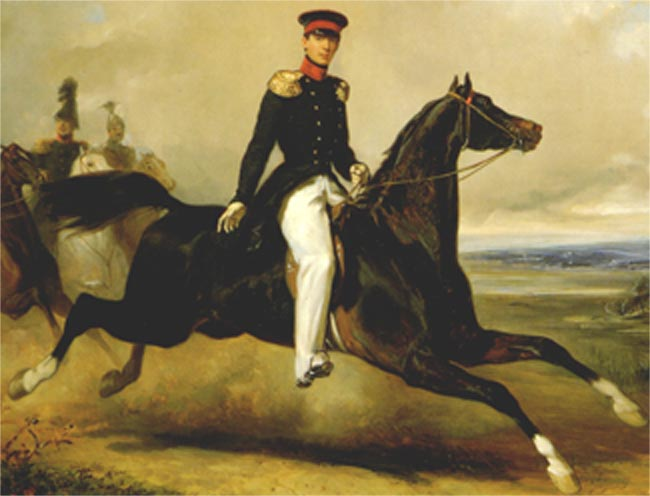
El príncipe Alejandro de los Países Bajos.

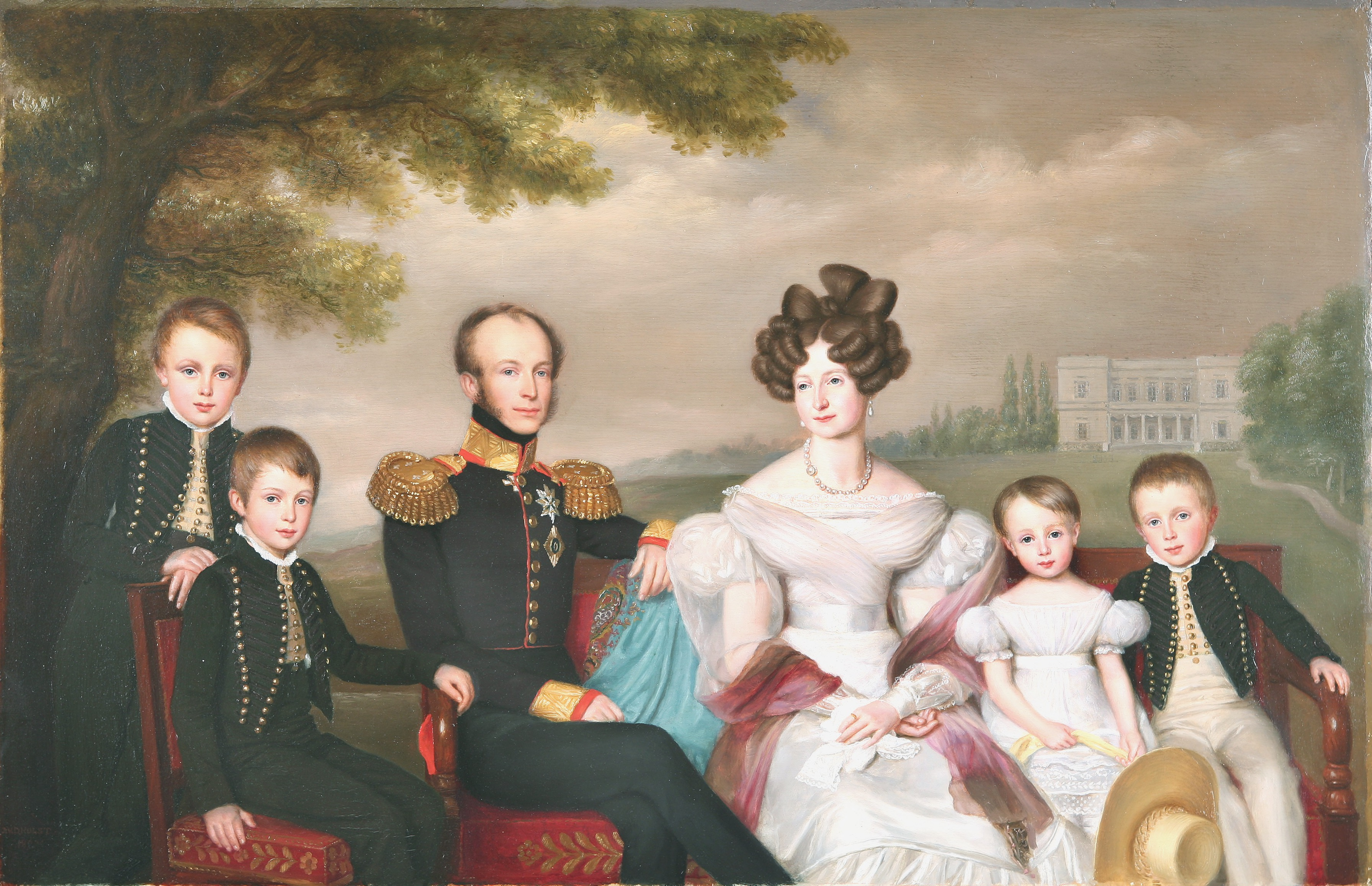
Guillermo II y su familia en 1832 —Alejandro es el segundo por la izquierda—

Guillermo Alejandro Federico Constantino Nicolás Miguel de Orange-Nassau (en neerlandés: Willem Alexander Frederik Constantijn Nicolaas Michiel, Soestdijk, 2 de agosto de 1818-Funchal, isla de Madeira, 20 de febrero de 1848) fue el segundo hijo del rey Guillermo II de los Países Bajos y de su esposa, la reina Ana Pávlovna Románova. De forma familiar se le conocía como Sascha, diminutivo ruso de «Alejandro».

## Biografía
El príncipe Alejandro nació el domingo 2 de agosto de 1818, a las diez y cuarto de la mañana, segundo hijo de los entonces príncipes herederos. Su nacimiento fue públicamente anunciado al día siguiente. Para conmemorar el nacimiento de su segundo nieto, Guillermo I de los Países Bajos le dio a su nuera Ana Pavlovna la casa en Zaandam que había sido habitada por su antepasado Pedro I de Rusia durante su estancia en la República holandesa. El príncipe Alejandro fue bautizado en el cuadragésimo sexto cumpleaños de su abuelo, el 24 de agosto de 1818, por el reverendo Krieger, en La Haya. La bisabuela paterna del joven príncipe, Guillermina de Prusia, estuvo presente para la ocasión. Alejandro recibió los nombres de sus tíos maternos el zar Alejandro I de Rusia, el gran duque Constantino Pavlovich de Rusia, el zar Nicolás I de Rusia y el gran duque Miguel Pavlovich de Rusia.
Alejandro fue educado junto con su hermano Guillermo (futuro Guillermo III de los Países Bajos), que solo tenía dieciocho meses más que él. Su padre, el príncipe de Orange, pensó que la educación física de los muchachos era particularmente importante. Como tales, pasaron mucho tiempo al aire libre. El príncipe de Orange participó activamente en la educación de sus hijos. 
El 22 de octubre de 1822 Ana Pavlovna le escribió a su hermano Constantino:

Los dos mayores son grandes y están recibiendo sus primeras lecciones, Guillermo comenzó a enseñarles a leer hace un año y ahora han sido confiados al cuidado de un tutor que viene todos los días para enseñarles...

Los príncipes Guillermo y Alejandro continuaron más tarde sus estudios en la Universidad de Leiden, pero ninguno de ellos mostró un interés particular en lo académico. Alejandro se interesó por la numismática desde su niñez y era el hijo predilecto de sus padres. Estos lo vieron más apto para gobernar que su hermano Guillermo, ya que Alejandro había heredado la naturaleza tranquila de su padre. Tenía un gran grupo de amigos e incluso logró llevarse razonablemente bien con su cuñada Sofía de Württemberg, algo peculiar considerando que esta tuvo una relación difícil con su familia política, en particular con Anna Pavlovna. Alejandro también era conocido por su sentido del humor, ya que una vez apareció para un baile de disfraces vestido de la cabeza a los pies con una armadura brillante. 
Alejandro fue el primer miembro de la Casa de Orange en fotografiarse, y también fue el primero en tener una bicicleta.
Sus mayores aficiones fueron la caza y los caballos. Recibió su primer caballo a la edad de diez años y se convirtió en un hábil jinete, en Het Loo crio caballos frisones y también fue un cazador apasionado. En 1839, su abuelo el rey les permitió a él y su hermano restaurar la antigua práctica de la cetrería en Het Loo; ambos crearon el Royal Loo Hawking Club, con Alejandro, protector del deporte, sirviendo como presidente. Además de cazar, la compañía también participó en carreras de caballos (la reina Anna Pavlovna una vez le dio un caballo traído de Inglaterra por 4000 florines holandeses) y concursos de tiro. Una carta al padre del príncipe demuestra cuán seriamente Alejandro tomó sus actividades de caza, mientras explicaba su ausencia de La Haya:

Deseo estar en Het Loo, donde la cetrería es maravillosa este año. Puede que desapruebes mi comportamiento y mi decisión, querido padre, pero recuerda, querido padre, este es mi único descanso y el único placer que realmente amo.

Después de la muerte de Alejandro el costoso deporte llegó a su fin y en 1855 cayó el telón del Royal Loo Hawking Club.
Para alguien a quien particularmente no le importaba la navegación, viajó mucho. Esto incluyó varias visitas al Reino Unido y viajes más largos a Italia y al país natal de su madre. El 23 de julio de 1839, Alejandro viajó a Rusia a visitar a su tío materno, el zar Nicolás I, acompañado por su mentor, el mayor Rigot de Beguins. 
El 26 de agosto de 1839 el zar nombró a su sobrino jefe de un regimiento de Dragones de Novorossiysk. El 3 de octubre, Ana Pavlovna le escribió al zar Nicolás para agradecerle por su amabilidad hacia su hijo. 

Cómo debo agradecerte, querido amigo, por los regalos que le has otorgado a mi hijo Alejandro y por el halagador honor que tan misericordiosamente le has otorgado al hacer de él el jefe de un regimiento de tu ejército. ¡Que una vez se merezca el honor de ser tomado en las filas de semejante ejército! ¡Que valga la pena!

Al igual que su padre, Alejandro aparecía ocasionalmente en la Corte con el uniforme ruso.
En 1846 Alejandro acompañó a su madre y hermana, la princesa Sofía de los Países Bajos, a Italia. La compañía salió de Róterdam el 26 de agosto de 1846 y llegó a Domodossola el 11 de septiembre. A fines de septiembre llegaron a Génova, donde el barco del príncipe Enrique se encontraba amarrado. El 9 de octubre, la reina, Alejandro y Sofía llegaron a Roma. Visitaron al papa Pío IX y el príncipe protestante se arrodilló para recibir su bendición. 
Como hombre adulto, el príncipe Alejandro vivió modestamente. La sirvienta Eliza Pieter Matthes, en 1842, describió la casa del príncipe detrás del Kloosterkerk como «bastante pequeña para un príncipe, pero [el interior era] encantador». En 1844 compró la villa Boschlust en La Haya, después de la muerte del anterior propietario Johannes van den Bosch. Alejandro se trasladó a la villa Boschlust en 1845, pero se quedó solo dos años, hasta su partida a Madeira. Después de su muerte, la villa fue heredada por sus padres. La villa fue vendida en marzo de 1851 y la villa Boschlust fue demolida poco después de 1888.

### Proyectos matrimoniales
A fines de la década de 1830, Guillermo IV del Reino Unido quiso casar a Alejandro con su sobrina, la princesa Alejandrina Victoria de Kent (futura reina del Reino Unido). Sin embargo, nada salió de esto, pues como Victoria le comentó a su tío Leopoldo I de Bélgica: «Los muchachos holandeses son muy simples y tienen una mezcla de calmuco [mongol] y holandés en sus caras, además se ven pesados, aburridos y asustados y no es para nada atractivo». 
Hacia 1840, se propuso la idea de casar a largo plazo a Alejandro con la reina Isabel II de España, pero la religión católica de la reina, la oposición de otras potencias europeas y de Guillermo II, padre de Alejandro, hicieron abandonar el proyecto.

### Muerte
Alejandro nunca se recuperó completamente del accidente que le sucedió a los 18 años, cuando él y su hermano regresaban de Leiden. Una terrible tormenta se desató y los árboles caídos los obligaron a dejar el carruaje e intentar alcanzar el palacio a pie. Un gran árbol cayó muy cerca de ellos y Alejandro quedó atrapado entre las ramas, siendo sacado de debajo inconsciente y sangrando. Su débil salud desde entonces sería una preocupación para la familia, por mucho que intentara ocultarlo. "No sé si fue lastimado de alguna manera por el árbol que cayó sobre él", escribió Charlotte Disbrowe, hija de un diplomático de la corte, "o si se había lastimado al intentar adelgazar para mantener el peso de un jockey, pero medía casi seis pies de alto, de modo que esto último habría requerido medidas drásticas. A menudo, cuando bailaba con él, me daba cuenta de que estaba sin aliento, que tenía el sudor en la frente y deseé tener el coraje de rogarle que se detuviera". En efecto, Alejandro se mantenía constantemente a dieta y ejercicio para conservar su figura esbelta, pero intentaba ocultar su debilidad física a su familia.
La cuñada de Alejandro, Sofía, también habló en una carta del 23 de abril de 1847 a Lady Malet sobre la condición de su cuñado: "camina como un anciano y constantemente tiene fiebre y glándulas inflamadas. Lleva un mes en Het Loo, pero no hay mejoría". (...) El 3 de junio, continuó "hice largos viajes de conducción tête à tête con él y escuché sus quejas hablando sobre su salud y sus problemas. A menudo pensaba para mis adentros, es como estar a solas con una anciana".
Tras contraer presuntamente tuberculosis, Alejandro visitó Madeira en noviembre de 1847, donde se hospedó en la Quinta Vigía. Se creía que el clima tendría un efecto beneficioso sobre su dolencia. Sin embargo, Alejandro murió allí el 20 de febrero de 1848, a los 29 años, lo que fue un duro golpe para sus padres. Al escuchar el triste mensaje el 17 de marzo de 1848, el rey Guillermo II dijo: "Caminamos como sobre tumbas. La tierra no es más que una gran tumba, devorando toda grandeza, honor y fama". Ana Pavlovna el 30 de marzo escribió a su hermano, el zar Nicolás: "¡Nuestro Sasha está muerto! ¡Y sobrevivimos a este golpe! ... Ahora conoce la paz, pero debemos continuar sin él, en este mundo en el que no tenía enemigos, ¡el que era el hijo más amoroso y el compañero más leal para mí!". Ana Pavlovna luego mandó traer muchas de las posesiones de su hijo a Soestdijk, incluidos sus perros de caza Caron y Ditch, a los que visitó todos los años el día del fallecimiento de su amo.
Fue enterrado en una sorprendente caja en forma de tortuga en el panteón de la familia real holandesa en la Nieuwe Kerk en Delft. Solo sus hermanos Guillermo y Enrique estuvieron presentes en nombre de la familia real. Después de la muerte de Alejandro, su hermano Guillermo se negó a celebrar su cumpleaños el 19 de febrero. Hasta 1859, su cumpleaños se celebró el 17 de junio, el cumpleaños de su esposa Sofía.

## Títulos y tratamientos
| ● 2 de agosto de 1818-20 de febrero de 1848: | Su alteza real el príncipe de Alejandro de los Países Bajos, príncipe de Orange-Nassau |

## Ancestros
|  |                                                   |  |  |  |  |  |  |  |  |  |  |  |  |  |  |  |
|  | 16. Guillermo IV de Orange-Nassau                 |  |  |  |  |  |  |  |  |  |  |  |  |  |  |  |
|  |                                                   |  |  |  |  |  |  |  |  |  |  |  |  |  |  |  |
|  |                                                   |  |  |  |  |  |  |  |  |  |  |  |  |  |  |  |
|  | 8. Guillermo V de Orange-Nassau                   |  |  |  |  |  |  |  |  |  |  |  |  |  |  |  |
|  |                                                   |  |  |  |  |  |  |  |  |  |  |  |  |  |  |  |
|  |                                                   |  |  |  |  |  |  |  |  |  |  |  |  |  |  |  |
|  | 17. Ana de Hannover                               |  |  |  |  |  |  |  |  |  |  |  |  |  |  |  |
|  |                                                   |  |  |  |  |  |  |  |  |  |  |  |  |  |  |  |
|  |                                                   |  |  |  |  |  |  |  |  |  |  |  |  |  |  |  |
|  | 4. Guillermo I de los Países Bajos                |  |  |  |  |  |  |  |  |  |  |  |  |  |  |  |
|  |                                                   |  |  |  |  |  |  |  |  |  |  |  |  |  |  |  |
|  |                                                   |  |  |  |  |  |  |  |  |  |  |  |  |  |  |  |
|  | 18. Augusto Guillermo de Prusia                   |  |  |  |  |  |  |  |  |  |  |  |  |  |  |  |
|  |                                                   |  |  |  |  |  |  |  |  |  |  |  |  |  |  |  |
|  |                                                   |  |  |  |  |  |  |  |  |  |  |  |  |  |  |  |
|  | 9. Federica Guillermina de Prusia                 |  |  |  |  |  |  |  |  |  |  |  |  |  |  |  |
|  |                                                   |  |  |  |  |  |  |  |  |  |  |  |  |  |  |  |
|  |                                                   |  |  |  |  |  |  |  |  |  |  |  |  |  |  |  |
|  | 19. Luisa Amalia de Brunswick-Wolfenbüttel        |  |  |  |  |  |  |  |  |  |  |  |  |  |  |  |
|  |                                                   |  |  |  |  |  |  |  |  |  |  |  |  |  |  |  |
|  |                                                   |  |  |  |  |  |  |  |  |  |  |  |  |  |  |  |
|  | 2. Guillermo II de los Países Bajos               |  |  |  |  |  |  |  |  |  |  |  |  |  |  |  |
|  |                                                   |  |  |  |  |  |  |  |  |  |  |  |  |  |  |  |
|  |                                                   |  |  |  |  |  |  |  |  |  |  |  |  |  |  |  |
|  | 20. Augusto Guillermo de Prusia (= 18)            |  |  |  |  |  |  |  |  |  |  |  |  |  |  |  |
|  |                                                   |  |  |  |  |  |  |  |  |  |  |  |  |  |  |  |
|  |                                                   |  |  |  |  |  |  |  |  |  |  |  |  |  |  |  |
|  | 10. Federico Guillermo II de Prusia               |  |  |  |  |  |  |  |  |  |  |  |  |  |  |  |
|  |                                                   |  |  |  |  |  |  |  |  |  |  |  |  |  |  |  |
|  |                                                   |  |  |  |  |  |  |  |  |  |  |  |  |  |  |  |
|  | 21. Luisa Amalia de Brunswick-Wolfenbüttel (= 19) |  |  |  |  |  |  |  |  |  |  |  |  |  |  |  |
|  |                                                   |  |  |  |  |  |  |  |  |  |  |  |  |  |  |  |
|  |                                                   |  |  |  |  |  |  |  |  |  |  |  |  |  |  |  |
|  | 5. Federica Luisa Guillermina de Prusia           |  |  |  |  |  |  |  |  |  |  |  |  |  |  |  |
|  |                                                   |  |  |  |  |  |  |  |  |  |  |  |  |  |  |  |
|  |                                                   |  |  |  |  |  |  |  |  |  |  |  |  |  |  |  |
|  | 22. Luis IX de Hesse-Darmstadt                    |  |  |  |  |  |  |  |  |  |  |  |  |  |  |  |
|  |                                                   |  |  |  |  |  |  |  |  |  |  |  |  |  |  |  |
|  |                                                   |  |  |  |  |  |  |  |  |  |  |  |  |  |  |  |
|  | 11. Federica Luisa de Hesse-Darmstadt             |  |  |  |  |  |  |  |  |  |  |  |  |  |  |  |
|  |                                                   |  |  |  |  |  |  |  |  |  |  |  |  |  |  |  |
|  |                                                   |  |  |  |  |  |  |  |  |  |  |  |  |  |  |  |
|  | 23. Carolina de Zweibrücken-Birkenfeld            |  |  |  |  |  |  |  |  |  |  |  |  |  |  |  |
|  |                                                   |  |  |  |  |  |  |  |  |  |  |  |  |  |  |  |
|  |                                                   |  |  |  |  |  |  |  |  |  |  |  |  |  |  |  |
|  | 1. Alejandro de los Países Bajos                  |  |  |  |  |  |  |  |  |  |  |  |  |  |  |  |
|  |                                                   |  |  |  |  |  |  |  |  |  |  |  |  |  |  |  |
|  |                                                   |  |  |  |  |  |  |  |  |  |  |  |  |  |  |  |
|  | 24. Carlos Federico de Holstein-Gottorp           |  |  |  |  |  |  |  |  |  |  |  |  |  |  |  |
|  |                                                   |  |  |  |  |  |  |  |  |  |  |  |  |  |  |  |
|  |                                                   |  |  |  |  |  |  |  |  |  |  |  |  |  |  |  |
|  | 12. Pedro III de Rusia                            |  |  |  |  |  |  |  |  |  |  |  |  |  |  |  |
|  |                                                   |  |  |  |  |  |  |  |  |  |  |  |  |  |  |  |
|  |                                                   |  |  |  |  |  |  |  |  |  |  |  |  |  |  |  |
|  | 25. Ana Petrovna de Rusia                         |  |  |  |  |  |  |  |  |  |  |  |  |  |  |  |
|  |                                                   |  |  |  |  |  |  |  |  |  |  |  |  |  |  |  |
|  |                                                   |  |  |  |  |  |  |  |  |  |  |  |  |  |  |  |
|  | 6. Pablo I de Rusia                               |  |  |  |  |  |  |  |  |  |  |  |  |  |  |  |
|  |                                                   |  |  |  |  |  |  |  |  |  |  |  |  |  |  |  |
|  |                                                   |  |  |  |  |  |  |  |  |  |  |  |  |  |  |  |
|  | 26. Cristián Augusto de Anhalt-Zerbst             |  |  |  |  |  |  |  |  |  |  |  |  |  |  |  |
|  |                                                   |  |  |  |  |  |  |  |  |  |  |  |  |  |  |  |
|  |                                                   |  |  |  |  |  |  |  |  |  |  |  |  |  |  |  |
|  | 13. Catalina II de Rusia                          |  |  |  |  |  |  |  |  |  |  |  |  |  |  |  |
|  |                                                   |  |  |  |  |  |  |  |  |  |  |  |  |  |  |  |
|  |                                                   |  |  |  |  |  |  |  |  |  |  |  |  |  |  |  |
|  | 27. Juana Isabel de Holstein-Gottorp              |  |  |  |  |  |  |  |  |  |  |  |  |  |  |  |
|  |                                                   |  |  |  |  |  |  |  |  |  |  |  |  |  |  |  |
|  |                                                   |  |  |  |  |  |  |  |  |  |  |  |  |  |  |  |
|  | 3. Ana Pávlovna de Rusia                          |  |  |  |  |  |  |  |  |  |  |  |  |  |  |  |
|  |                                                   |  |  |  |  |  |  |  |  |  |  |  |  |  |  |  |
|  |                                                   |  |  |  |  |  |  |  |  |  |  |  |  |  |  |  |
|  | 28. Carlos I Alejandro de Wurtemberg              |  |  |  |  |  |  |  |  |  |  |  |  |  |  |  |
|  |                                                   |  |  |  |  |  |  |  |  |  |  |  |  |  |  |  |
|  |                                                   |  |  |  |  |  |  |  |  |  |  |  |  |  |  |  |
|  | 14. Federico II Eugenio de Wurtemberg             |  |  |  |  |  |  |  |  |  |  |  |  |  |  |  |
|  |                                                   |  |  |  |  |  |  |  |  |  |  |  |  |  |  |  |
|  |                                                   |  |  |  |  |  |  |  |  |  |  |  |  |  |  |  |
|  | 29. María Augusta de Thurn y Taxis                |  |  |  |  |  |  |  |  |  |  |  |  |  |  |  |
|  |                                                   |  |  |  |  |  |  |  |  |  |  |  |  |  |  |  |
|  |                                                   |  |  |  |  |  |  |  |  |  |  |  |  |  |  |  |
|  | 7. Sofía Dorotea de Wurtemberg                    |  |  |  |  |  |  |  |  |  |  |  |  |  |  |  |
|  |                                                   |  |  |  |  |  |  |  |  |  |  |  |  |  |  |  |
|  |                                                   |  |  |  |  |  |  |  |  |  |  |  |  |  |  |  |
|  | 30. Federico Guillermo de Brandeburgo-Schwedt     |  |  |  |  |  |  |  |  |  |  |  |  |  |  |  |
|  |                                                   |  |  |  |  |  |  |  |  |  |  |  |  |  |  |  |
|  |                                                   |  |  |  |  |  |  |  |  |  |  |  |  |  |  |  |
|  | 15. Federica de Brandeburgo-Schwedt               |  |  |  |  |  |  |  |  |  |  |  |  |  |  |  |
|  |                                                   |  |  |  |  |  |  |  |  |  |  |  |  |  |  |  |
|  |                                                   |  |  |  |  |  |  |  |  |  |  |  |  |  |  |  |
|  | 31. Sofía Dorotea de Prusia                       |  |  |  |  |  |  |  |  |  |  |  |  |  |  |  |
|  |                                                   |  |  |  |  |  |  |  |  |  |  |  |  |  |  |  |
|  |                                                   |  |  |  |  |  |  |  |  |  |  |  |  |  |  |  |